# Bokaa
Bokaa är en ort (village) i distriktet Kgatleng i Botswana. 